# Titanic (película de 1996)
Titanic es un telefilme estadounidense sobre el desastre del buque RMS Titanic, ocurrido el 15 de abril de 1912. La película (que después se convirtió en miniserie) fue estrenada en la CBS, en noviembre de 1996. Está protagonizada por Peter Gallagher, George C. Scott, Eva Marie Saint, Tim Curry, Marilu Henner y Catherine Zeta-Jones.

## Argumento
La película se inicia el 9 de abril de 1912 en Londres (Reino Unido). Un joven carterista, Jaime Perse (interpretado por Mike Doyle), le roba un pasaje a un hombre ebrio, para poder viajar en el Titanic. Los miembros de la alta sociedad están presentes, incluyendo a la famosa Hazel Foley (Eva Marie Saint), el empresario John Jacob Astor (Scott Hylands), el millonario Wynn Park (Peter Gallagher) y la extrovertida estadounidense Molly Brown (Marilu Henner). Pero a bordo también está Simon Doonan (Tim Curry), un criminal decidido a asaltar a los pasajeros de primera clase y simultáneamente arruinar la última posibilidad de que Jaime recomience su vida.
Después de que el buque chocase con un iceberg y se hundiese, 1523 hombres, mujeres y niños fallecen, y sólo 705 personas logran sobrevivir.

## Reparto
| Actor                 | Personaje                               |
| --------------------- | --------------------------------------- |
| Peter Gallagher       | Wynn Park                               |
| George Campbell Scott | Capitán Edward John Smith               |
| Catherine Zeta-Jones  | Isabella Paradine                       |
| Eva Marie Saint       | Hazel Foley                             |
| Tim Curry             | Simon Doonan                            |
| Roger Rees            | J. Bruce Ismay                          |
| Harley Jane Kozak     | Bess Allison                            |
| Marilu Henner         | Margaret "Molly" Brown                  |
| Mike Doyle            | Jamie Perse                             |
| Sonsee Neu            | Aase Ludvigsen                          |
| Felicity Waterman     | Alice Cleaver                           |
| Malcolm Stewart       | Primer oficial William McMaster Murdoch |
| Kevin McNulty         | Segundo oficial Charles Lightoller      |
| Kavan Smith           | Quinto oficial Harold Lowe              |
| Terence Kelly         | Capitán Arthur Rostron                  |
| Scott Hylands         | John Jacob Astor IV                     |
| Jane Mortil           | Madeleine Astor                         |
| Tamsin Kelsey         | Clarinda Jack                           |
| Eric Keenleyside      | "Black" Billy Jack                      |
| Katharine Isabelle    | Ophelia Jack                            |
| Kevin Conway          | Hudson J. Allison                       |
| Barry Pepper          | Operador de radio Harold Bride          |